# Карл Альфред Тім
Карл Альфред Тім (нім. Karl Alfred Thieme; нар. 28 травня 1914, Бремергафен — пом. 6 червня 2004, Бремергафен, Бремен) — німецький офіцер часів Третього Рейху, оберст-лейтенант (1945) Сухопутних військ нацистської Німеччини. Один зі 160 кавалерів Лицарського хреста з Дубовим листям та мечами (1945).

## Біографія
Військова кар'єра
- 1936 — волонтер
- січень 1939 — лейтенант
- 1 січня 1941 — оберлейтенант
- 1 січня 1943 — гауптман
- 1 грудня 1943 — майор
- січень 1945 — оберстлейтенант